# Манн, Филип
Энтони Филип Манн (англ. Anthony Phillip Mann, 7 августа 1942, Норталлертон, Норт-Йоркшир — 1 сентября 2022, Веллингтон) — новозеландский писатель-фантаст британского происхождения. Он преподавал драматургию в Университете Виктории в Веллингтоне. Он ушёл с должности профессора драмы в Виктории в 1998 году. В новогодних почестях 2017 года Манн был назначен членом Новозеландского ордена за заслуги перед литературой и драмой.
Манн умер в Веллингтоне, Новая Зеландия, 1 сентября 2022 года в возрасте 80 лет.